# 다니이케 요헤이
다니이케 요헤이(谷池 洋平1977년 4월 5일 ~ )는 일본의 전 축구 선수이다.

## 구단 경력
과거 비셀 고베, 도쿠시마 보르티스에서 활동하였다.